# Ашер
Ашер Теренс Рејмонд IV (енгл. Usher Terrence Raymond IV; Далас, 14. октобар 1978), познатији само као Ашер, амерички је пјевач, плесач, текстописац и глумац. Рођен је у Даласу, али је одрастао у Чатануги док се није преселио у Атланту. Када је имао 12 година, мајка га је пријавила на локално такмичење у пјевању, прије него што је привукао пажњу умјетника из издавачке куће LaFace рекордс. Дебитантски албум под називом Usher објавио је 1994. године, али је до славе стигао крајем деведесетих, након објављивања другог албума, под називом My Way (1997). На њему се нашао и сингл "Nice & Slow", који је постао његов први сингл на првом мјесту Билборд хот 100 листе, док су се са албума издвојиле и пјесме "You Make Me Wanna..." и "My Way". Трећи студијски албум, под називом 8701, објавио је 2001. године; са албума су се два сингла нашла на првом мјесту Билборд хот 100 листе – "U Remind Me" и "U Got It Bad", док се сингл "U Don't Have to Call" нашао на трећем мјесту. Албум је продат у преко осам милиона примјерака широм свијета и са њим је освојио двије греми награде, за најбољег мушког R&B извођача 2002. и 2003. године
Албум Confessions, објављен 2004. године, успоставио га је као једног од најпродаванијих музичких извођача 2000-их; албум је продат у преко 20 милиона примјерака широм свијета. Подржан је са четири сингла заредом која су се нашла на првом мјесту Билборд хот 100 листе: "Yeah!", "Burn", "Confessions Part II" and "My Boo"; сертификован је као дијамантски од стране Америчког удружења дискографских кућа (RIAA), са продатих преко десет милиона примјерака у Сједињеним Државама. Његови наредни албуми Here I Stand (2008) и Raymond v. Raymond (2010) дебитовали су на првом мјесту Билборд 200 листе албума, док су се на првом мјесту Билборд хот 100 листе нашли синглови: "Love in This Club" и "OMG". У јулу 2010. године објавио је свој први ЕП, под називом Versus; водећи сингл ЕП-а, "DJ Got Us Fallin' in Love" дебитовао је на четвртом мјесту Билборд хот 100 листе, док се сингл "More" нашао на 15 мјесту. Године 2012. објавио је албум под називом Looking 4 Myself, који је дебитовао на првом мјесту Билборд 200 листе, док је сингл са албума, под називом "Scream" дебитовао на деветом мјесту Билборд хот 100 листе. Године 2011. освојио је два Гремија, за сингл There Goes My Baby, за најбољи R&B сингл и за албум Raymond v. Raymond за најбољи савремени R&B албум; док је 2013. године освојио Греми за пјесму Climax са албума Looking 4 Myself, за најбољи R&B сингл. Пјесма "I Don't Mind" дебитовала је на 11 мјесту Билборд хот 100 листе, односно на првом мјесту Билборд хот R&B/хип хоп листе. Године 2016. објавио је осми студијски албум, под називом Hard II Love, који је дебитовао на петом мјесту на Билборд 200 листи. Године 2018. објавио је девети студијски албум, заједнички албум са Зајтовеном, под називом А.
У Сједињеним Држава продао је 23,8 милиона примјерака албума и 38,2 милиона примјерака пјесама. Током каријере продао је преко 75 милиона примјерака широм свијета, што га чини једним од најпродаванијих музичких извођача свих времена, Ашер је освојио бројне награде и признања, укључујући 8 Гремија, 18 Билбордових награда и 8 Америчких музичких награда. На крају 2009. године, часопис Билборд именовао га је другим најуспјешнијим извођачем 2000-их, бројем један у избору Билборд хот 100 извођача 2000 деценије и добио је признање за најбољи албум 2000-их. Билборд га је такође сврстао на шесто мјесто у избору топ 50 R&B/хип хоп извођача у последњих 25 година. Девет његових синглова се нашло на првом мјесту Билборд хот 100 листе. Сматра се поп иконом и секс симболом, имао је више филмских и телевизијских наступа. Ушао је у музичку кућу славних Џорџије и Холивудски ход славних. Посједује сопствену издавачку кућу, Raymond-Braun Media Group (RBMG); заједнички подухват са менаџером Скотијем Брауном, за коју издаје и канадски пјевач Џастин Бибер.

## Дјетињство
Ашер је рођен у Даласу, Тексас, од родитеља Џонете Патон из Тенесија и Ашера Рејмонда III. Већину дјетињства провео је у Чатануги, његов отац их је напустио када је Ашер имао годину дана, одрастао је са мајком, очухом и полубратом, Џејмсом Лејком (рођеним 1984). Придружио се младом хору у локалној цркви у Чатануги, са девет година, који је предводила његова мајка. Тамо је његова бака открила његову способност да пјева, иако нису разматрали могућност да пјева професионално док се није придружио локалној R&B групи NuBeginnings. Његова мајка је сматрала да се његов таленат губи у ансамблу и повукла га је из групе. У вјеровању да ће већи град обезбиједити веће могућности за његов таленат, Ашерова породица се преселила у Атланту, гдје је погодније окружење за пјевача почетника. У Атланти похађао је средњу умјетничку школу Норт Спринг.

## Каријера

### 1987—1996: Музички почеци иUsher
Са 10 година придружио се квинтету NuBeginnings, који је организовао локални музички промотер Дерил Вилер. Са групом је снимио десет пјесама 1991. године и албум под називом Nubeginning Featuring Usher Raymond IV, који је био доступан само регионално и преко поруџби поштом. Ипак, његова мајка га је повукла из групе због лошег искуства, судећи по Ашеровој каснијој изјави. Албум је национално објављен у априлу 2002. године, од стране Hip-O рекордса.
Са 13 година, учествовао је у локалном талент шоуу у Атланти, гдје је привукао пажњу музичког скаута Еј Џеј Александера. Александер, који је у то вријеме био и тјелохранитељ Бобија Брауна, водио је Ашера по локалним талент шоуима. Александер је позвао Брајана Рида, који је био задужен за таленте испред издавачке куће LaFace рекордс, да види Ашеров наступ на телевизијском шоу Star Search. Након Натупа, организовао је аудицију за Ашера код L.A. Рида, ко-оснивача издавачке куће LaFace; Ашер је отпјевао пјесму "End of the Road", од пјевача Boyz II Men, након чега му је Рид понудио уговор. Ашерова мајка је напустила свој посао медицинског техничара како би била његов менаџер, али су касније раскинули њихов однос као менаџер - клијент, у мају 2007. године. У августу 1993. године, објавио је свој дебитантски сингл, под називом "Call Me a Mack", који је снимио за соундтрак албум филма Poetic Justice. Током тог периода први пут је упознао Розонду Томас, познату као Chilli, са којом је касније излазио.
Спремајући дебитантски албум, изгубио је глас. Пролазио је кроз пубертет и имао је тажак период прилагођавања гласа. LA Рид је постао скептичан око Ашера и одложио је његово снимање, размишљајући о томе да га избаци из издавачке куће. Ашер је молио да га оставе и L.A. Рид га је оставио. Од тог тренутка, Рид није знао шта да ради са Ашером и послао га је у Њујорк у јесен 1994. године да живи са са Шоном Комбсом, познатијим као Пуф Дади (енгл. Puff Daddy, да похађа оно што је Рид звао "камп укуса". Брзо се прилагодио раскошном животу Пуф Дадија, иако је у интервјуу за Ролинг стоун истакао те дане као најтеже дане у животу, додавши да је у Пуфовој кући увијек било дјевојака.
На дан 30. августа 1994. године, Ашер је преко LaFace издавачке куће објавио свој дебитантски студијски албум, под називом Usher, док је извршни ко продуцент био Шон Комбс. Албум је дебитовао на 25 мјесту Билборд топ R&B/хип хоп листи албума и праћен је са три сингла: "Can U Get wit It", "Think of You", и "The Many Ways". Албум је продат у преко 500 хиљада примјерака. Албум је доживио лоше реакције јер је Ашер пјевао о сексу, због чега је јавности било тешко да повјерује да то долази из уста дјечака од 14 година. У интервјуу за часопис Пипл, 2008. године, Ашер је изјавио: "То је био погрешан правац, та цијела ствар о лошем момку, ја који се мрштим за камеру - то нисам ја". Издавачка кућа LaFace је поново била резервисана око потписивања Ашера, јер албум није био успјешан као што су очекивали. У том тренутку, Џонета Патон, Ашерова мајка, преузела је контролу над његовом каријером и пријавила га је за још талент шоуа у љето 1995. године да би Ашер добио више фанова и веће самопоуздање код L.A. Рида.
Након завршетка средње школе, наставио је да развија своје вјештине на сцени и поставља темеље за свој други студијски албум. Такође, појавио се у њиховим верзијама пјесама "Let's Straighten It Out", дуетске пјесме са Моником, коју је снимио 1995. године; и пјесме "Dreamin'", са албума Rhythm of the Games, који је LaFace издао за Олимпијске игре 1996. Снимио је и дуетску пјесму "I Swear I'm In Love" 1996. године, за соундтрак Kazaam, са истоименог филма 1996. године, у којем је глумио Шакил О’Нил.

### 1997—2003: Албуми, филмови и Греми награде
Ашер је развио пријатељство са америчким продуцентом Џермејном Дупријем, са којим је написао и продуцирао неколико пјесама за свој други студијски албум My Way, објављен 16. септембра 1997. године. Водећи сингл албума "You Make Me Wanna...", дебитовао је на првом мјесту на Билбордовој листи у Уједињеном Краљевству, што је био његов први сингл који се нашао на првом мјесту листе. Пјесма је довела до његове популарности у земљи. Сингл је такође постао његов први сертификовани сингл као златни и платинум у Сједињеним Државама. Други сингл са албума, "Nice & Slow", достигао је прву позицију на Билборд хот 100 листи у јануару 1998. године; то је био његов први сингл на првом мјесту на листи у Сједињеним Државама. У фебруару исте године, сингл је сертификован као платинум од стране Америчког удружења дискографских кућа (RIAA). Пјесма My Way сертификована је 6 пута платинум у Сједињеним Државама.
Сингл "You Make Me Wanna..." освојио је награду за најбољи мушки R&B/соул сингл 1999. године, на музичкој награди Соул трејн. При крају 1997. године, започео је серију турнеја, укључујући и мјесто на Пафијевој турнеји под називом No Way Out, заједно са Мери Џеј Блајџ и на отварању турнеје Џенет Џексон, под називом The Velvet Rope Tour. Први уживо албум под називом Live, објављен је 1999. године, на којем су пјевали још и Лил Ким, група Jagged Edge, Треј Лоренц, Шајнис, Твиста и Мануел Сел; албум је сертификован као златни у Сједињеним Државама.
Свој деби као глумац имао је у телевизијској серији Moesha, која је емитована 1996. године на телевизији UPN. Улога у серији резултирала је новим улогама у серијама, као и првој филмској улози, у филму Факултет страха, гдје је играо улогу Гејба Санторе. Његове активности ван музике доживјели су моментум наредне године, када је глумио у сапуници The Bold and the Beautiful. Глумио је у још два филма, Она је та и крими драми Light It Up, гдје је по први пут имао главну улогу. Такође се појавио и у Дизнијевом тв филму Ђепето.
Најављено је да ће трећи студијски албум, првобитно назван All About U, објавити почетком 2001. године. Албум је требало да прати успјех претходног албума, My Way, из 1997. године, који је продат у преко седам милиона примјерака. На дан 13. марта 2000. године, више пјесама са албума процурило је на онлајн сервис, Напстер, укључујући T.T.P., U R the One и Pop Ya Collar, неколико мјесеци прије изласка, због чега је албум враћен на преуређивања и излазак је помјерен за 5. децембар, а затим је одложен за 17. јул 2001. године. Први сингл који је процурио са албума, под називом "Pop Ya Collar", нашао се на другом мјесту у Уједињеном Краљевству, док није забиљежио велики успјех у Сједињеним Државама. Током дискусије са Џенет Џексон на МТВ-ју, Ашер је објаснио да је вратио албум у студио да би снимио нове пјесме, изјавивши: „Након што је моја музика објављена на Напстеру, нисам мислио да је то фер. Нисам хтио да то буде начин на који ће се мој албум памтити или начин на који ћу га представити фановима. Испало је много боље”; додао је и да пјесме које су процуриле и биле доступне за онлајн преузимање, неће бити укључене на нови албум. Са новим снимљеним пјесмама, Ашеров публициста објавио је ново име за албум, 8701, за који је тврдио да је „потпуно нови албум”. Поријекло новог имена није одмах било познато, али се спекулисало да је због датума изласка албума, 7. августа 2001 (8/7/01), за шта је Ашеров публициста рекао да је чиста случајност и да то није разлог таквог имена. Ашер је изјавио да је такав назив албуму дао по нечему значајном за њега. Откривено је да 87 представља годину 1987. када је Ашер први пут пјевао у јавности, у црквеном хору у Атланти, док се бројеви '01' односе на 2001. годину, због године објављивања албума. Прва два сингла са албума, "U Remind Me" и "U Got It Bad" били су на првом мјесту Билборд хот 100 листе четири и шест недеља. Албум је сертификован четири пута платинум у Сједињеним Државама.
Ашер је глумио у филму Тексашки ренџери 2001. године. У фебруару 2002. освојио је први Греми, као најбољи мушки R&B вокал за пјесму "U Remind Me". Наредне године освојио је исту награду, за пјесму "U Don't Have to Call", поставши тако први извођач након Лутера Вандроса и Стивија Вондера који је ову награду освојио два пута заредом. На љето 2002, допринио је гласовно на Дидијевој пјесми "I Need a Girl, Part I". Годину је завршио са наступима неколико серија, све у новембру; глумио је у серијама Зона сумрака, Седмо небо, Moesha, и Амерички снови, у којој је Ашер глумио Марвина Гајеа.

### 2004—2009: Студијски албумиConfessionsиHere I Stand
Четврти студијски албум, под називом Confessions, објављен је 23. марта 2004. године, на дан када је водећи сингл албума, "Yeah!", објављен у јануару 2004, почео шесту недељу на врху Билборд хот 100 листе и пету на првом мјесту Билборд хот R&B/хип хоп листе. Сингл је на првом мјесту Билборд хот 100 листе провео 12 недеља заредом, што је најдужи низ у 2004. години.
Албум је продат у 1,096 милиона примјерака у Сједињеним Државама прве недеље. Постао је албум са највише продатих примјерака прве недеље икада од стране неког R&B извођача, други по реду албум са највише продатих примјерака прве недеље од стране мушког извођача и седми најпродаванији албум прве недеље икада на листи Nielsen SoundScan. Такође је изједначио комбиновану продају прве недеље од његова четири претходна албума заједно, укључујући и његов уживо албум, под називом Live. Албум је био историјски и за издавачку кућу Ариста рекордс, поставши њихов најпродаванији албум прве недеље икада снимљен. Албум је од тада продат у преко 20 милиона примјерака широм свијета, од чега преко 10 милиона у Сједињеним Државама, захваљујући чему је добио сертификацију Дијамантски од стране RIAA.
Други сингл са албума, "Burn", смијенио је његову пјесму Yeah на првом мјесту Билборд хот 100 листе, гдје је провео осам недеља заредом. Сингл Фантазије Барино "I Believe" дебитовао је на првом мјесту, смијенивши Ашеров "Burn" након осам недеља; недељу касније, Ашеров трећи сингл, "Confessions Part II", нашао се на првом мјесту листе, али га је Баринин сингл спријечио да постане први извођач након Битлса чија су три сингла заредом била на првом мјесту. Упркос томе, постао је први извођач чија су се три сингла заредом нашла на првом мјесту Билборд ерплеј радио листе. "Yeah!" и "Burn" су били најпродаванији синглови 2004. године у Сједињеним Државама, захваљујући чему су се нашли на првом и другом мјесту Билбордове листе синглова на крају године. Ашер је тако постао први извођач након Битлса 1964. године, чија су два сингла заузимала прве двије позиције на крају године.
На дан 31. августа 2004. године, објавио је дуетску пјесму са Алишом Киз под називом "My Boo", која је дебитовала на 29 мјесту Билборд хот 100 листе, док је двије недеље касније достигла прво мјесто, поставши тако четврти сингл са албума на првом мјесту листе;, на првом мјесту пјесма је провела шест недеља заредом. У децембру 2004. последњи сингл са албума, "Caught Up" достигла је осмо мјесто на хот 100 листи.
Албум Confessions донио је Ашеру бројне награде, укључујући четири Америчке музичке награде, двије МТВ Европа музичке награде, двије МТВ видео музичке награде и три Свјетске музичке награде. На 47 додјели награда Греми, 2005. године, освојио је три награде: за најбољу R&B извједба дуа или групе са вокалима, за пјесму "My Boo", коју је подијелио са Киз; Најбољу реп сарадњу за пјесму "Yeah!"; и Савремени R&B албум за албум Confessions. На додјели Билборд музичких награда 2004. године, Ашер је добио признање за извођача године, уз још десет других признања.
Албум је промовисао концертном турнејом под називом "The Truth Tour". Турнеја је била на малој бини изнад главне бине, на којој је Ашер наступао са бендом и плесачима. Мања бина имала је мини платформу, која је била повезана са главном бином и велико степениште са обје стране. Лијево, биле су велике кружне степенице, док су десно биле степенице за случај опасности и лифт. Канје Вест и Кристина Милано отворили су турнеју. Ашер је одабраним данима доводио специјалне госте током турнеје, довео је Рика Лова да репује верзију пјесме "Throwback" Током интимнијег дијела шоуа, Ашерови плесачи су изабрали из публике пјевачицу Монику, да јој Ашер отпјева серенаду, док је она отпјевала пјесме "Do it to me" и "Superstar". Ашер је такође извео ремикс своје пјесме Confessions Part II, док се Канје Вест појавио на сцени. Наступили су и Лил Џон и Лудакрис, док је шоу завршио својим хитом "Yeah!". Концерт је снимљен за званични DVD турнеје: Behind the Truth "Live from Atlanta". Сертификован је од стране RIAA, за продатих седам милиона примјерака.
На љето 2005. године, снимио је пјесму са Лил Џоном, под називом "Lovers & Friends", која се нашла на трећем мјесту Билборд хот 100 листе. Године 2007, снимио је пјесму "Same Girl", са Р. Келијем, за Келијев албум Double Up. Такође је учествовао у ремикс верзији Омарионове пјесме "Ice Box". Учествовао је на пјесми "Shake Down", са Мери Блајџ, за њен албум Growing Pains. Судећи по Реберту Хилбурну из часописа, Лос Анђелес тајмс, изгласан је за броја 1 на гласању за "Поп листу моћних". У новембру 2005. године, играо је главну улогу у филму In the Mix.
На дан 22. августа 2006. године, узео је улогу Билија Флајна у поновном извођењу мјузикла Чикаго, који је први пут извођен 1975. године у Бродвеју. Ашерово вече отварања довело је велике звијезде, као што су Пенелопе Круз, Габријела Јунион, Клив Дејвис, Роузи Перез и други. Улогу Флајна играо је два мјесеца, али је због инфекције грла морао да напусти мјузикл, који је продао велики број карата након што је Ашер узео улогу. Часопис Њујорк пост извијестио је да Ашерово одсуство коштало продукцију око 400 000 долара, због рефундирања новца незадовољним купцима карата. Продуцент Чикага, Бери Вислер, издао је саопштење у којем је послао Ашеру своје "Поздраве и најљепше жеље за брзи и потпуни опоравак", написавши: "Ашер је направио спектакуларан деби на Бродвеју, доносећи сјајну посвету, радну етику и његов сјајни таленат за шоу. Сви се надамо да ће се можда вратити на исту тачку, због многих фанова који нису могли да виде његово изванредно извођење као Билија Флајна. Ашер је нашао нови дом на Бродвеју и добродошао је назад у било које доба."
Пети студијски албум, под називом Here I Stand објављен је 26. маја у Уједињеном Краљевству, док је дан касније објављен у Сједињеним Државама. Албум је дебитовао на првом мјесту Билборд 200 листе, са продатих 433.000 примјерака прве недеље. У Сједињеним Државама продат је у преко милион и по примјерака и сертификован је као платинум од стране RIAA; широм свијета продат је у преко пет милиона примјерака. Иако није достигао успјехе претходног албума, добио је углавном позитивне рецензије од стране музичких критичара, који су хвалили зрелост текстова. Да би промовисао албум, објавио је сингл "Love In This Club" у фебруару 2008. године, који је достигао прво мјесто на Билборд хот 100 листи, гдје је провео три недеље заредом, поставши његов осми сингл који се нашао на првом мјесту, и пјесма да најбржим растом популарности у његовој каријери. Сингл се такође нашао на првом мјесту на Билборд хот R&B/хип хоп листи. Сингл је постао ново Ашерово остварење које је доживјело велики међународни успјех. Нашао се на првом мјесту у Новом Зеланду, на трећем мјесту у Ирској, четвртом у Уједињеном Краљевству, петом у Јапану, Њемачкој и Белгији, шестом у Канади, осмом у Аустралији, деветом у Француској и Швајцарској, десетом у Норвешкој, 12 у Аустрији, 13 у Белгији (Валонија) и 18 у Финској. Сингл након њега, "Love in This Club Part II", на којем су пјевали Бијонсе и Лил Вејн нашао се на 18 мјесту на хот 100 листи и седмом на хот R&B/хип хоп листи. Трећи сингл, "Moving Mountains" нашао се на 18 мјесту на хот R&B/хип хоп листи и на шестом мјесту у Новом Зеланду. Пети сингл "Trading Places" нашла је на четвртом мјесту на хот R&B/хип хоп листи. У септембру 2008. године, објавио је да ће учествовати на турнеји One Night Stand, гдје су у публици само жене. На дан 18. јануара 2009. године, Ашер је наступао на прослави инаугурације Барака Обаме,. као 44 предсједника САД; поред њега наступили су Стив Воднер, Шакира, Бијонсе, Џон Бон Џови и многи други. Наступио је на Меморијалу Мајкла Џексона 7. јула 2009. године, гдје је пјевао његову пјесму "Gone Too Soon".

### 2010—2011: Шести студијски албум и први ЕП
Шести студијски албум, под називом Raymond v. Raymond, објављен је 26. марта 2010. у Њемачкој, 30. марта у Сједињеним Државама, док је у Уједињеном Краљевству објављен 26. априла 2010. године. Очекивано је да албум иде стопама албума Confessions. Raymond v. Raymond је објављен само мјесец дана након Ашеровог развода са Тамеком Фостер. Пјесма "Papers" је објављена као водећи сингл албума, и октобру 2009. године; то је пјесма о разводу. Сингл је провео двије недеље заредом на првом мјесту Билборд хот R&B/хип хоп листе, поставши тако његов десети сингл који се нашао на првом мјесту на тој листи. На Билборд хот 100 листи нашао се на 31 мјесту у Сједињеним Државама. Пјесма "Hey Daddy (Daddy's Home)", објављена је 8. децембра 2009. године, као други сингл са албума; пјесма је заузела 24 мјесто на Билборд хот 100 листи и друго мјесто на Билборд хот R&B/хип хоп листи. Пјесма "Lil Freak" објављена је као други званични сингл са албума, коју је снимио са Ники Минаж; спот за пјесму објављен је 9. марта 2010. године, у Лос Анђелесу. Сингл је достигао осмо мјесто на Билборд хот R&B/хип хоп листи и 40 мјесто на Билборд хот 100 листи. Постао је четврти Ашеров сингл са албума који се нашао међу 40 на листи.
"OMG", дуетска пјесма са will.i.am објављена је као трећи сингл и први међународни сингл са албума. Пјесма је добила помијешане рецензије, док су похваљени плес и добре вибрације, критикован је ототјун ефекат. Достигла је прво мјесто у Ирској, Новом Зеланду, Сједињеним Државама, Уједињеном Краљевству и Аустралији. Пјесма је постала његов девети сингл који се нашао на првом мјесту у Сједињеним Државама, захваљујући чему је постао први извођач из 2010-их који је имао сингл на првом мјесту у три различите деценије заредом и четврти извођач свих времена коме је то пошло за руком. Такође је постао трећи извођач који је имао барем по један сингл на првом мјесту из пет студијских албума заредом. Кореографија пјесме и плес који су пратили музички видео упоређени су са његовом пјесмом "Yeah!". Пјесма "There Goes My Baby" објављена је као четврти сингл са албума, 15. јуна 2010. године. Пјесма је достигла 25 мјесто на Билборд хот 100 листи и прво мјесто на Билборд R&B/хип хоп листи, поставши његов 11 сингл који се нашао на првом мјесту на тој листи. На листи сингл је провео укупно 71 недељу, чиме се изједначио са његовим синглом из 1997. године "You Make Me Wanna" на четвртом мјесту са највише проведених недеља на Билборд хот R&B/хип хоп листи. На дан 7. априла 2010. године, албум је дебитовао на првом мјесту Билборд 200 листе, што је био његов трећи узастопни албум на првом мјесту, са продатих 329,107 примјерака прве недеље, поставши тако први мушки извођач након Еминема чија су три узастопна албума дебитовала на првом мјесту. Након мјесец од објављивања албум је сертификован као златни од стране RIAA. На дан 17. јуна 2010. године, RIAA је сертификовала албум као платинум.
Албум је доминирао и на међународним листама, дебитовао је у топ 10 у Канади, Уједињеном Краљевству, Холандији, Аустралији, Њемачкој, Шпанији и Италији. Због великог међународног успјеха пјесме "OMG" и добре продаје албума прве недеље, Ашер је сматрао да је поправио своју мејнстрим слику и направио добар повратак. Албум је достигао друго мјесто у Аустралији, гдје је сертификован као златни од стране ARIE. Албум је дебитовао на четвртом мјесту у Канади и сертификован је као златни од стране Канадске издавачке организације (CRIA). Raymond v. Raymond дебитовао је на другом мјесту у Уједињеном Краљевству.
На дан 8. јула 2010. године најавио је пратећи ЕП за албум, под називом Versus и делукс издање албума. Обоје су објављени 24. августа 2010. Ашер је Versus описао као последње поглавље албума и да ће истражити теме тога да је тек разведен и отац. На албуму се нашло девет пјесама, од којих седам нових, као и "There Goes My Baby", и ремикс пјесме Џастина Бибера "Somebody to Love". Пјесма је укључена и у делукс издање албума Raymond v. Raymond. ЕП "Versus" дебитовао је на четвртом мјесту на Билборд 200 листи. Праћен је сингловима "DJ Got Us Fallin' In Love" са Pitbull-ом за мејнстрим публику и "Hot Tottie" са Џеј-Зијем, за фанове урбане музике.
Први сингл са ЕП-а "Versus", "DJ Got Us Fallin' In Love", објављен је на Ајтјунсу, 13. јула 2010. године и објављен је на радију 20. јула 2010. Због добре дигиталне продаје пјесма је дебитовала на 19 мјесту на Билборд хот 100 листи. Постала је четврта најбоља Ашерова дебитантска пјесма, иза "Nice & Slow" на деветом мјесту 1997, "My Way" на осмом мјесту 1998. и "OMG" на 14 мјесту 2010. године. Након објављивања, доживјела је велики међународни успјех, дошавши у топ пет у Сједињеним Државама, Аустралији и Новом Зеланду, док се у Европи и Канади нашла у топ десет. На Билборд хот 100 листи дошла је до деветог мјеста у трећој недељи и то је био први пут да је Ашер имао два сингла у топ десет на листи у истом тренутку након албума Confessions. Такође је постао Ашеров 16 сингл у топ десет. Његов други сингл Hot Tottie достигао је девето мјесто на Билборд хот R&B/хип хоп листи и 21 мјесто на Билборд хот 100.
На дан 12. септембра 2010. наступао је на МТВ додјели награда. На дан 21. новембра 2010. године наступао је на додјели Америчких музичких награда 2010, гдје је освојио награду за мушког соул/R&B извођача године и за омиљени соул/R&B албум, за албум Raymond v. Raymond. Сајт Rap-Up.com, објавио је да је Ашер почео да ради на новом студијском албуму, поново у сарадњи са Риком Ловом. Турнеју "OMG Tour" почео је у новембру 2010. године и завршио је 1. јуна 2011, са зарађених 70 милиона долара широм свијета.
Ашер је наступао на Супербоулу 2010. године, гдје је пјевао пјесму "OMG" са чланом бенда The Black Eyed Peas, пјевачем will.i.am.

### 2012—2014: Седми студијски албум и ТВ шоуThe Voice
У новембру 2011. године, открио је да ће за нови албум на којем ради бити нови тип музике, коју је описао као "револуционарни поп", који комбинује различите жанрове да би створио нову музику. Његов седми студијски албум, под називом Looking 4 Myself објављен је 8. јуна 2012. године и добио је генерално позитивне рецензије од музичких критичара. Амерички пјевач, текстописац и музички продуцент Рико Лов, у интервјуу на часопис Билборд говорио је о свом односу са умјетницима и искуствима. Рекао је да је Ашер желио да на овом албуму уради ствари другачије у односу на претходне, рекавши: "Оно што је хтио да уради је да истражи самог себе мистично. Иступио је ван онога што је сигурно и нормално. Хтио је да направи албум који одражава гдје иде звучно, а не само гдје је био последњих 12 до 15 година. Он расте, развија се, помјера, протреса и дио је нечега што је ново, културално и то погађа људе звучно. То је као форсирање људи да расту и развијају се." У интервјуу за МТВ, Ашер је истакао да је Looking 4 Myself најумјетничкији албум који је икада снимио. У интервјуу за Ројтерс, када је упитан о пројекту и о томе како је овај албум другачији, објаснио је да је био близу 'поновног рођења', да се прије албума осјећао ограниченим и усаглашеним са одређеним стандардима. Рекао је самом себи: "Морам да идем са оним шта осјећам и надам се да ће ме људи пратити".
Водећи сингл са седмог студијског албума, назван је "Climax". Објављен је на Урбан радију 21. фебруара 2012. године, док је 22. фебруара постао доступан за дигитално преузимање. На мејнстрим радију нашао се 13. марта 2012. Други сингл објављен са албума био је "Scream", док је трећи сингл био "Lemme See", са Риком Росом. "Scream" је премијерно објављен 26. априла 2012, док је "Lemme See" објављен 8. маја 2012. године. "Climax" је на Билборд хот 100 листи стигао до 17 мјеста и на листи је провео 20 недеља.
Године 2013. замијенио је Си Ло Грина на мјесту тренера за четврту сезону талент шоуа The Voice. Његов последњи извођач, Мичел Шамуел изгубио је у финалу од Данијеле Брадбери, чији је ментор био Блејк Шелтон. На талент шоу се вратио у шестој сезони и његов последњи извођач Џош Кауфман је побиједио.
На дан 19. марта 2013. године, објавио је да спрема осми студијски албум, под називом UR. У интервјуу за Федер, описао је албум као "све што можете да замислите", изјавивши да ће "бити лудило". Пјевач и текстописац Ерик Белингер изјавио је у интервјуу за Rap-Up да су он и Џермејн Дупри, заједно са Брајаном Мајклом Коксом и Брајаном Александером Морганом радили заједно на Ашеровом новом албуму. Белингер је албум упоредио са Ашеровим албумом из 2004. године — Confessions, рекавши да је више урбанији и више R&B, него његов претходни албум, Looking 4 Myself. Касније је изјавио да ће његов нови албум показати да је он и даље Ашер. Пјесма "Good Kisser", објављена је 5. маја 2014. године, као први сингл са албума; сингл се нашао на првом мјесту Билборд хот R&B/хип хоп ерплеј, поставши његов тринаести сингл на првом мјесту те листе, чиме је оборио рекорд Дрејка. На Билборд хот 100 листи сингл се нашао на 65 мјесту. Пјесма су продуцирали Pop и Oak, извео ју је на музичком такмичењу The Voice. Од тада, још два сингла су објављена са албума: "She Came to Give It to You" са Ники Минаж, која се нашла на 89 мјесту на Билборд хот 100 листи и "I Don't Mind" са Џејси Џеј, која се нашла на 11 мјесту листе. Пјесма се нашла на првом мјесту Ритмик листе, што је био Ашеров 13 сингл на првом мјесту, по чему је у том тренутку постао рекордер.
На дан 25. августа 2014. године, Ашер је најавио турнеју под називом "UR Experience Tour", као подршку осмом студијском албуму тада названим UR. Турнеја је стартовала у Монтреалу и Квебеку 1. новембра, а завршена је у Тампи 14. децембра. Наступао је у 27 градова, а подржавали су га DJ Cassidy и Аугуст Алсина, који су били увод у његов концерт. У европском дијелу турнеје посјетио је 23 града, док му је подршка био Nico & Vinz. Након турнеје изјавио је: "Са UR Experience турнејом, хтио сам да дам мојим фановима шоу уживо, пун изненађења и специјалних гостију. Јако сам узбуђен што сам са мојим фановима, пружио сам им Ашер искуство какво никад раније нису видјели ни чули." Док је био на турнеји, у сарадњи са производом житарица Honey Nut Cheerios, објавио је пјесму "Clueless,", која је била доступна за дигитално преузимање бесплатно користећи код са специјалано купљених Honey Nut Cheerios кутија, купљених у Валмарту.

### 2015—2017: Осми студијски албум и филмРуке од камена
На дан 16. октобра 2015. године, објавио је интерактивни музички видео ексклузивно на музичкој платформи "Тидал*, под називом "Chains", са Ником и Биби Бурелијем. "Chains" буквално приморава гледаоце да се супротставе расној дискриминацији и полицијској бруталности. Укључивањем веб камере на рачунару гледаоца, као и уз помоћ технологије препознавања лица, "Chains" се паузира сваки пут кад гледалац скрене поглед. Након објављивања, учествовао је у дијалогу са активистом за људска права Харијем Белафонтеом, репером Џеј-Зијем и репортерком Си-Ен-Ена Соледад Обрајен, у театру у Менхетну, гдје су расправљали о њиховој посвећености за "разбијањем ланаца социјалне неправде." Током дискусије, Ашер је објаснио важност тога да се говори против социјалне неправде и објаснио је своје партнерство са Џеј-Зијем, сувласником Тидала. Први пут изводио је пјесму на Тидал X:1020 концерту у Барклис арени у Бруклину. На дан 14. јануара 2016. године, након континуираног одлагања осмог албума, објавио је преко инстаграма да је назив албума промијењен из UR у Flawed, без датума објављивања. На дан 9. јуна 2016 објавио је нови сингл са албума, на Тидалу, под називом "No Limit", са репером Young Thug; дан касније објавио је сингл под називом "Crash", за све дигиталне платформе.
На дан 12. јуна 2016. године, објављено је да је Ашер потписао менаџерски уговор са пословним партнером Скутером Брауном. Браун је већ заступао Џастина Бибера и имао је заједнички уговор са Бибером и Ашером. Ове наводе потврдио је Ашер лично током интервјуа са Рајаном Секрестом на 73 годишњем фестивалу креативности у Кану, 21. јуна 2016. Своју глумачку каријеру наставио је у улози америчког боксера Шугар Реј Леонарда, у америчко-панамском биографско спортском филму Руке од камена, о каријери бившег панамског боксера Роберта Дурана, кога глуми Едгар Рамирез. У филму глуме још Роберт де Ниро, Рубен Бладес, Ана де Армас, Џон Туртуро, Елен Баркин и други. Филм је премијерно приказан широм свијета 26. августа 2016. године. Сингл "Missin U" објављен је за онлајн стриминг и дигитално преузимање, заједно са синглом "Champions (са мотивационе слике филма Руке од камена)", обје пјесме објављене су на Веву. Почетком августа 2016. године, објавио је да је име осмог албума промијењено из Flawed у Hard II Love. На дан 30. августа 2016. године, објављен је сингл "Rivals" са репером Футур, ексклузивно на Тидалу, са својим музичким видеом. На Вевеу је објављен 2. септембра 2016. Пјесме "Missin U" и "Rivals" послате су на радио 13. септембра 2016, као трећи и четврти сингл са албума.
Албум Hard II Love објављен је 16. септембра 2016. године и примио је генерално позитивне рецензије од стране музичких критичара. Дебитовао је на петом мјесту на Билборд 200 листи, са продатих 28.000 примјерака у Сједињеним Државама прве недеље. Постао је његов седми узастопни албум у топ 10 на листи. Водећи сингл албума, "No Limit" са репером Young Thug послат је на радио 9. јуна и нашао се на 32 мјесту Билборд хот 100 листе и деветом мјесту на Билборд хот R&B/хип хоп листе.

### 2018—данас: Девети студијски албум
На дан 25. јула 2018. године, предсједник Урбан мјузика на RCA мјузику, Марк Питс, објавио је на инстаграму слику њега и Ашера како раде у студију. Питс је у септембру објавио слику на којој су он, Зајтовен и Ашер у студију. Зајтовен и Ашер су претходно сарађивали на пјесми из 2009. "Papers" са Ашеровог албума из 2010. Raymond v. Raymond.
У интервјуу за The Fader, Ашер је изјавио: "Зајтовен и ја радимо на мом пројекту, мом будућем албуму, заправо. И почели смо да радимо на пјесмама, имамо сјајну комбинацију између прве двије, три и настављамо." Албум је снимљен у Вестлејк студију у Западном Холивуду, у Калифорнији.
Девети студијски албум, под називом А, објавио је 12. октобра 2018. године. Цијели албум је продуцирао Зајтовен. На албуму се нашло осам пјесама, од којих су неке снимљене са реперима Future и Gunna. Албум је дебитовао на 31 мјесту на Билборд 200 листи, са продатих 15.000 примјерака прве недеље.
НФЛ је 24. септембра 2023. најавио да ће Ашер наступати на полувремену Супербола LVIII, који ће се одржати 11. фебруара 2024. на стадиону Алиџијент у Лас Вегасу.

## Умјетност

### Музички стил и утицај
Ашерова музика је генерално савремени R&B, али такође укључује поп између осталих жанрова. Њујорк тајмс сматра да је он "најсвјетлија R&B звијезда", док је часопис комплекс његову умјетност описао као "најбоље од поп музике у R&B". Контекстуално, његова прича има аутобиографску природу нагласка на животни стил, односе и љубав, налик на "R&B Казанову". Његов дебитантски студијски албум Usher био је Њу џек свинг оријенитисан, док је албум My Way садржао утицај соула. Албум 8701 увео је додире рок гитаре 80-их и минимални ритам хип хопа 80-их приказујући свестраност, судећи по Луси Обрајен са веб сајта NME. Албум Confessions посматра се "врх линије поп соул изложбе", док је утврђени критичар Роберт Хилбурн из Лос Анђелес тајмса описао водећи сингл албума, пјесму "Yeah!", као нешто што би Мајкл Џексон направио "да је имао стару Thriller магију". Албум Here I Stand је обиљежен као тешка балада од стране критичара, док је употреба џеза у водећем синглу албума Here I Stand значајно упоређивана са Стивијем Вондером. Raymond V Raymond описан је као "вјешта фузија R&B, хип хопа и попа" од стране часописа Билборд. Looking 4 Myself додатно је истражио напредак R&B, хип хопа и синт попа, са својим свеукупним звуком "хибридног попа" за своју динамичну инкорпорација електричне музике, дабстепа, нео соула и фанка. Маура Џонсон из часописа Ролинг стоун описала је албум Hard II Love као онај који "проширује границе R&B-а".
У много прилика, Ашер је изјавио да је Мајкл Џексон имао највише утицаја на њега. Изјавио је за МТВ: "Утицао је на мене на толико много начина, више од само музике ..... као хуманитарац, као човјекољубац, као умјетник, као индивидуалац који је надмашио културу. Не бих био оно што сам данас без Мајкла Џексона." Током телевизијског специјала посвећеног Мајклу Џексону у част 30 година његове каријере, под називом 'Michael Jackson: 30th Anniversary Special', Ашер је имао прилику да плеше са Мајклом док је изводио пјесму "You Rock My World". Други главни утицај на Ашера имао је Принс. Ашер је изјавио: "сваки албум ја бих увијек урадио као једну пјесму која је веома под утицајем Принса, зато што је он имао велики утицај на моју музикалност, поготово као врста експанзије и стварања музике која представља мноштво различитих жанрова." У рубрици "100 најутицајнијих људи" часописа Тајм, објаснио је: "Био сам заинтересован за музику и покушавао сам да нађем узор. То је био Мајкл, или је то био Принс. Имао је став, сировост коју Мајкл није имао. Није био урбан, али он је био наша верзија онога што би било кул." Други музички утицаји били су: Марвин Гаје, Стиви Вондер, Лутер Вандрос, Џенет Џексон, бенд Maze, Al Green, и Boyz II Men.
Члан бој бенда New Edition, као и њихов соло члан, Боби Браун, утицао је на његово дјетињство. Ашер је у интервјуу за ABC News рекао: "Сјећам се да сам као клинац био на концерту New Edition-а"; годину касније, на њиховом концерту у Вашингтону, позван је на бину да изведе са групом пјесму "N.E. Heart Break", изјавио је да му је то био "један од највећих тренутака у његовој историји наступања". О Бобију Брауну, у интервјуу за Си-Ен-Ен рекао је "Прва плоча коју сам икада купио био је албум Бобија Брауна Don't Be Cruel", додао је да му се диви "само због тога што је изврстан умјетник, прави представник R&B и ритмичке музике". Ашеров албум уживо под називом Live састоји се од мјешовитих перформанси Браунових оригиналних пјесама - "Don't Be Cruel", "Every Little Step", "Rock Wit'cha" и "Roni". Ашер је био инспирисан албумом Френка Синатре My Way, који је објављен 1969. године, толико да је одлучио да именује свој други албум. My Way. Принс је инспирисао пјесму "Nice & Slow", са Ашеровог албума My Way, што му је донијело први сингл на првом мјесту Билборд хот 100 листе. Ашеров трећи албум, 8701 инспирисан је љубављу и тугом, садржи утицај Донија Хатавеја, Стивија Воднера, Марвина Гајеа и Мајкла Џексона. Његов четврти албум инспирисан је репером Еминемом, кога је описао као транспарентног. У интервјуу са Свејом Каловејом, рекао је: "искреност хип хопа и оно што је Еминем говорио о својим пјесмама мотивисало ме. Било је и других прича, али никад тако живих као његових".

### Вокални стил
Ашер посједује леђеро тенор (љубазан и лаган) вокални опсјег од три октаве и двије ноте, и сматра се "једним од најомиљенијих у R&B-у". Са 13 година, поставио је рекорд за најдужу ноту од стране дјетета икада, са 12 секунди. Ашеров вокални тренер Јан Смит, који је дошао након албума "My Way", описао га је као најдаровитијег соло пјевача са којим је икад радио у 26 година. Динамику албума 8701, Кетрин Мегвајер из Ролинг стоуна описала је његов глас као баршунаст и "импресивно прилагодљив", пошто му је донио прва два Гремија за најбоље мушке R&B вокалне перфомансе. За албум Confessions, Саша Фрер Џонс из Њујоркера, генерално га је описао као "дугог на контоли и кратког на текстури". Нову номинацију за награду Греми остварио је 2006. године, захваљујући извједби верзије Лутера Вандроса пјесме "Superstar", коју је изводио у шоуу Опре Винфри 2005. године. Албум Here I Stand испољио је његове вокалне способности као "агилне" и "балетске", као и његову способност да "лагано прелази из неодлучног тенора у фино подешени фалсето, што креира емоције ургентности и паљења, судећи по Кловеру Хоупу са Вилаџ војса. На својој турнеји за даме "One Night Stand: Ladies Only Tour" 2008. године, Ли Хилдебранд из часописа Сан Франсиско хроник написао је: "Ашерови тонови из груди имају звоно Гајевог квалитета, и његови високи тонови сугеришу Принсов фалсето, али његова честа употреба раздвајања слогова дугује много Стивију Вондеру. Ашер је снажнији, сигурнији пјевач него што је био прије десет година, мада мелисмас у његовом доњем домету понекад кривуда са пута. Његов тон фалсето је више на мети." Looking For Myself илустровао је његове вокалне вјештине, добио је позитивне критике. Рик Рузвјак са сајта Gawker написао је: "његове вокалне способности још су импресивније него његове емоције" са посебним истицањем да је његов фалсето "нешто што звучи природно као и глас говора... Он је слика милости против скривених синтеза. Његов емотивни опсјег је довољно широк да прода њежност, похотљивост и мудрост у неколико минута". У погледу пјесме "Climax", његово извођење је похваљено као "блиставо" од стране Мауре Џонсон, и "застрашујуће" од стране Џодија Росена; док је освојио Греми за најбоље R&B перформансе 2013. године. Пјесме "There Goes My Baby" и "Dive" такође су похваљене као изложбени приказ његовог "врхунског вокалног опсјега" од стране Рајана Хадфилда из часописа Consequence of Sound, и Бренда Викторијана са сајта MadameNoire. За Hard II Love, Џон Парелес из Њујорк тајмса написао је: "генерално изражајни глас који обухвата ватрено тихо пјевање, њежни фалсето и брзо једнолично рецитовање".

### Наступи
Ашерови наступи на сцени хваљени су од стране критичара због тога што су упаковани високотактном кореографијом, одржаном заједно са мајсторском представом, и његовим присуством "довољно ангажованим да повуче емисију једног човјека". Часопис Вајб истакао га је налик на Бобија Брауна и његовог приказа "дрске сексуалности и ароганције", што доводи до лудорија као што су "склоност падању панталона", и "тенденција да испусти кошуљу на сцени". На турнеји "8701 Evolution Tour" 2002. године, Лари Нагер из часописа The Cincinnati Enquirer поздравио је његове истовремене способности, написавши: "23-годишњи Атланђанин доказао је да можете истовремено да пјевате и плешете. Наравно, то је како су Џејмс Браун, Џеки Вилсон и Ашеров најочигледнији модел узорка Мајкл Џексон радили ствари, али данашњи високотехнолошки, гимички концерти, то је изгубљена умјетност", тврдећи да је његов шоу "окончао владавину Енсинка, Бритни Спирс и остатка тин поп извођача са синхронизацијом усана". Ашер је за часопис Пипл изјавио: "Џејмс Браун ме је упознао са соулом. Због њега, мени је пружен чист поглед о томе какав треба да буде прави наступ. Научио сам да будем шоумен од њега", и видио је поређења са његовим утицајима. На додјели МТВ музичких награда 2004. године, изводио је пјесме "Confessions Part II" и "Yeah!" испод машине за кишу, у коју је на крају бацио микрофон кроз прозор. Ролинг стоун сврстао га је на 13 мјесто на листи 20 најбољих МТВ церемонија отварања.

Ашер је стара школа шоумена који наступа од дјетињства: плесач, пјевач, пет стопа и седам инча сировог шарма и затегнуте мускулатуре. Гледала сам супер звијезде како наступају и раније, али увијек на великим мјестима, гдје су издвојени на изузетној удаљености од публике. Видјевши Ашера на тако малом простору, уши у уши цијело вече, била сам преплављена изузетном количином сировог талента и харизме на екрану.

— Ана Силман из часописа Њујорк.
Чад Батка из Њујорк тајмса рекао је: "Успоставио је сабе као једног од врхунских R&B извођача и занатлија, пратећи оно што је научио од Мајкла Џексона посебно: пјесме које се мијењају између њежне и глатке, вокали које прекида велика бука, плесни вокабулар. Способан да свира клавир, такође је почео да се прилагођава свирању других инструмената, као што су бубњеви и бас гитара, између синглова "Good Kisser" и "She Came to Give It to You" 2014. године. Турнеја "UR Experience Tour" садржала је бенд од девет чланова и три вокалне подршке; Гардијан га је назвао "свеобухватним мајстором који се окружује талентом на сцени". Маура Џонсон из Ролинг стоуна означила га је "Краљем шоу награда", објаснивши "Његова посвета кореографији датира уназад из дана када је Џенет Џексон направила видео који је изгледао као пуцањ у једном правцу. Он је забављач који би био запањујући у било ком тренутку у последњих 60 година телевизије."

### Умјетност и феминизам
Ашер је присталица феминизма и фан умјетности. У децембру 2014. године, присуствовао је умјетничкој изложби галерије Базел у Мајамију и учествовао је у инсталацији Џеј Џеј Бринове ВЕКТОР галерије. Једна инсталација, под називом "Тијело као роба", замолила је гледаоце да размотре да ли коришћење лутке за сексуално задовољство комодификује секс више или мање неморално него што користи стварно тијело за погодности које се могу монетарно квантификовати као што је енергија, пуњење мобилног телефона. Гледаоци су били позвани да напуне мобилне телефоне у вагиналној шупљини модела Лена Маркиза, која је била гола, да би се симилирала индустрија размјене сексуалности за новчану добит. Ашер је платио 20 долара и пунио свој телефон десет минута. Вијест о учешћу била је вијест број 1 извјестилаца о догађају. Ашер није открио разлоге за његово учешће, док су медији спекулисали да је у питању умјетност и феминизам усред објављивања сингла "I Don't Mind" са Џејси Џејем, који расправља о раду егзотичних плесачица, чиме се упућује на нови талас феминизма.
Ашер је колекционар умјетности. У интервјуу за часопис Њујорк изјавио је: "Битно је гдје сте у свом животу, како постајете старији и имате дјецу, ваше размишљање о томе шта је битно почиње да се мијења. Ја сам почео да успоравам. Уживам у мјестима која желим, одлазим у музеје, разумијем природу тога шта умјетници покушавају да кажу." Ашер је добар пријатељ са цртачицом графита и умјетницом инспирисаном уличним стилом — Ретном, која је урадила насловницу за албум Џастина Бибера Purpose, као и савременим америчким умјетником Данијелом Аршамом, који је режирао његов музички видео за пјесму "Chains" и радио је насловницу за синглове "No Limit" и "Crash".
На дан 2. јуна 2015. године, Ашер је почаствован заједно са Робертом де Ниром од стране фондације Гордона Паркса, вечером и аукцијом у центру града Менхетна, за њихов допринос умјетности, на добротворној свјечаности у Њујорку. Добио је награду фондације, која носи име фотографа Гордона Паркса.

## Јавна слика
Ашер се сматра Секс симболом од млађег доба, углавном због свог лика на сцени. Телевизијски канал Fusion сматра Ашера једним од највећих R&B секс симбола у последњих 20 година, поплочавши пут Крису Брауну, Trey Songz-у и Џастину Биберу, који су користили секс као главни дио њихове слике; док га VH1 сматра најсекси мушким извођачем који је икада ходао сценом. Часопис Пипл именовао је Ашера најсексепилнијом R&B звијездом 1998. године, са пјевачицом Моником, која је рекла да се Ашеров сексепил на сцени манифестује у његовим покретима, његовим гестовима, начину на који изражава текстове. Глумица Адријана Франц, која је глумила са њим у филму The Bold and the Beautiful рекла је: "Ашер дефинитивно има начин са женама. Његов осмјех је сладак и секси у исто вријеме. Сјајно се љуби." Часопис Пипл укључио га је на своју листу најсекси живих мушкараца 2004. године, а затим су га уврстили на исту листу 2008. године. Уредник часописа Њујорк тајмс, Келефа Сане након његовог раскида са дјевојком Чили, из TLC групе, написао је о њему да је један од најпожељнијих бивших момака у држави. Ашер је рангиран као број 1 на BET листи 25 најсекси мушкараца у последњих 25 година, 2005. године. Мадам Тисо у Њујорку, представио је његову воштану фигуру током такмичења у лансирању, Ашеровог интерактивног искуства, и отварања ВИП собе 2007. године. Часопис Ролинг стоун, сврстао је његов спот за пјесму "Confessions Part II" међу 30 најсекси музичких видеа свих времена.
Након вјенчања са Тамеком Фостер, очекивало се да његова сексуална жалба сазри, уредник Њујоркера, Саша Фрери Џонс, написао је: "изазов овдје је да нас убиједи да је ожењен и одговоран мушкарац — одрастао и секси, без жртвовања свог трења приликом игре, који га је учинио познатим." VH1 је ставила Ашера на девето мјесто листе 100 најсекси умјетника, док га је часопис Гламур именовао једним од најсекси мушкараца 2010. и 2011. године. Часопис Билборд осврнуо се 2012. године на његову модну еволуцију написавши: "пјевач је изашао на сцену у широким панталонама из девесетих и одијелу које нас је натјерало да поставимо питање о његовом статусу звијезде, али је током година ова R&B звијезда развила свој сопствени изглед, поставши модна икона модерних дана". Часопис Комплекс сврстао га је на листу R&B пјевача са највише стила 90-их. Часоопис Men's Health, ставио је Ашерову слику на насловну страну, на њихову 25 годишњицу од оснивања, док га је Лу Шурел назвао "човјеком са најбољим мишићима у цијелом шоу бизнису". Његова Калвин Клин колекција одијела и Луис Леман колекција обуће донијела му је награду за "најбоље обученог мушкарца" на додјели награда Златни глобус 2014. и на додјели Гремија 2015. године. Женски модни часопис InStyle, навео га је у својој колекцији "Најсекси мишићи познатих", као и у колекцији "37 тата са највише стила".

## Заоставштина
Ашер је именован међу хот 100 извођача 2000-их од стране часописа Билборд, гдје је наведено: "Ашеров секси бренд R&B-а доминирао је прошлом деценијом са топ продајом албума и више бројева 1 него било који други извођач", док је албум Confessions продат у преко 20 милиона примјерака широм свијета, као топ соло албум. Уредник часописа Вајб Бонсу Томпсон, рекао је да је албум "Thriller наше генерације", док га је Тинсли, уредник сајта "Uproxx" рангирао међу "албуме обиљеживаче поп културе", због његове теме. Критичар поп музике, Саша Фрер Џонс, из часописа Њујоркер, истакао је да је Confessions "неко вријеме био поп музика" и рекао је: "може се испоставити да то буде последњи прави блокбастер у поп музици. Клеј Кан изјавио је 2008. године: "нисмо видјели поп R&B извођача на поп радију, и Ашер је био један од тих људи деведесетих који је био покретач тога. био је налик пиониру. Он је највећи примјер чистог кросовер успјеха". Уредници VH1 и гардијана истакли су да је он најбољи играч у поп музици од Мајкла Џексона, док је Џоди Росен 2012. године рекао: "он је највећи мушки поп пјевач у свијету; понекад, чини се као да је једини, на маркету и даље доминирају диве". Са 9 билборд хот 100 синглова на првом мјесту изједначен је са Би Џизом, Елтоном Џоном, и Полом Макартнијем. Џастин Черити из часописа Комплекс означио га је као најбољег мушког поп пјевача у последњих неколико деценија, 2015. године.
Кум соула, Џејмс Браун, наступио је у дуету са Ашером на 47 додјели Гремија 2005. године, гдје га је почасно именовао "кумчетом соула". Браун је рекао након наступа "ново кумче; Ашер, ново кумче". Ашер је ушао у галерију славних музичара Џорџије 2007. и ход славних Холивуда 2016. године, док је звијезда постављена на холивудском булевару 6201.
Признат као поп икона, Билборд га је ставио на 14 мјесто листе Најбољих хот 100 извођача свих времена, док су на прва три мјеста Битлси, Мадона и Елтон Џон; на шесто мјесто на листи Најбољих 60 мушких извођача свих времена", гдје су на прва три мјеста Елтон Џон, Елвис Пресли и Стиви Вондер; и 31 мјесто на листи Најбољих 35 R&B извођача свих времена, гдје су на прва три мјеста Мајкл Џексон, Стиви Вондер и Смоки Робертсон. На Билбордовој листи "200 најбољих албума", Ашеров албум Confessions рангиран је на 16 мјесто, док је рангиран на десето мјесто вајбове листе "Најбољих 50 албума након 1993". Ашерова пјесма "Yeah!" нашла се на 14 мјесту Билбордове листе "најбољих пјесама свих времена", и на 15 мјесту на VH1 листи " најбољих пјесама двијехиљадитих". Музички критичар из Лос Анђелес тајмса изјавио је да су његови синглови "Yeah!", "Caught Up" и "OMG" утицали на савремени поп денс, док су последње двије помогле дефинисању двијехиљадитих. Тајмова метода рангирања страмом поп, сврстала је Ашера на треће мјесто поп извођача свих времена, на основу перфоманси на листама и савременог значаја.
Часопис Чикаго трибун означио је Ашера "модерним краљем R&B-а", написавши: "Са 25, Ашер (да, он је сертификовани члан јединственог клуба, заједно са Шер, Принсем и Мозесом) је тренутни модерни краљ R&B-а". Медија њуз је за њега употријебио израз "Господин забава" ("Mr. Entertainment"). Телевизија БЕТ почаствовала га је за доприносе музици, са наградом Musical Arts, коју је представио Боби Браун, који је том приликом рекао: "Ти си остао измјењивач игре, за твоју дисциплину, за твој перфекционизам. Ти си само добар човјек". БЕТ је препознао његов утицај на многе савремене извођаче, као што су Крис Браун, Trey Songz, Дрејк, Џејсон Деруло, Џастин Бибер, Мигел, Омарион, Реј Џеј, Аугуст Алсина и Ерик Белингер. Ne-Yo истакао је да је Ашер имао утицаја на његову каријеру изјавивши: "Осјећам да није било Ашера, не би било ни мене, не би било Криса Брауна, не би било Trey Songz-а. Он је отворио пут за нас". Други извођачи који су истакли да је Ашер имао утицаја на њихову каријеру су Зејн Малик, Jeremih, Андерсон Пак, Тревор Џексон, Сем Хунт, Леон Бриџ, Семи, Б. Смит, Џејкоб Лејтмор, Џастин Скај, и BJ the Chicago Kid. Члан групе One Direction Лијам Пејн и глумац Таџ Маури изјавили су да је Ашеров албум 8701 имао велики утицај на њихове пјевачке каријере.

## Постигнућа
Ашер је примио бројне награде током каријере, од посједовања једног дијамантског албума — Confessions, два мулти платинум албума My Way и 8701, два платинум албума Here I Stand и Raymond v. Raymond и још, са укупно продатих преко 23 милиона албума у Сједињеним Државама и преко 43 милиона широм свијета. Његове награде укључују осам Гремија, 18 Билбордових музичких награда, 9 Соул трејн музичких награда и 8 Америчких музичких награда. на Билбордовој додјели награда 2004. године, Ашер је постао извођач са највише награда, добио их је 11. На 26 годишњој додјели награда ASCAP-а 2013. године, добио је награду Златна нота. Часопис Билборд ставио га је на друго мјесто најуспјешнијих извођача двијехиљадитих, иза Еминема, док је на шестом мјесту листе топ 50 R&B/хип хоп извођача последњих 25 година. Сајт Yahoo класификовао га је као најбољег модерног R&B извођача деценије након Мајкла Џексона, по продаји албума, док га је часопис Фјуз рангирао на десетом мјесту на листи музичара са највише примљених награда свих времена. Продао је укупно преко 75 милиона плоча.
Синглови "Nice & Slow", "U Remind Me", "U Got It Bad", "Yeah!", "Burn", "Confessions Part II", "My Boo", "Love in This Club" и "OMG" достигли су прво мјесто на Билборд хот 100 листи, међу његових 18 топ 10 синглова, и провео је 47 недеља на врху листе, више него било који други мушки извођач. Ашер је провео 28 недеља на врху листе 2004. године, што је рекорд икада по броју укупно проведених недеља на топ 100 листи у једној календарској години. Оборио је рекорд који је поставио Глен Милер 1940. године, са проведених 26 недеља на листи која је била претходник хот топ 100 листе; Са пјесмом "OMG", која се нашла на првом мјесту листе, Ашер је постао први извођач 2010-их који је имао сингл број 1 у три деценије заредом ('90, '00, '10). Постао је тек пети извођач свих времена коме је то пошло за руком, након Стивија Вондера ('60,'70,'80), Мајкла Џексона ('70, '80, '90), Џенет Џексон и Мадоне ('80, '90, '00) и постао је трећи извођач у историји који је имао барем један сингл на првом мјесту хот 100 листе са пет узастопних студијских албума. На листи хот R&B/хип хоп пјесама, имао је 13 синглова на првом мјесту, по чему је изједначен са Мајклом Џексоном и Марвином Гајеом, док има највише синглова на првом мјесту хот R&B/хип хоп листе 2000-их, и поставио је Гинисов рекорд 2010. године. Ашер такође има 14 синглова на првом мјесту ритмик листе, 16 број један синглов на мејнстрим R&B/хип хоп листи, и 16 број један синглова на ерплеј хот R&B/хип хоп листи; синглови "You Make Me Wanna" (12 недеља) и "Climax" (11 недеља) су његова два сингла са најдужим временом проведеним на листи. Ашер је побиједио у више конкуренција Билбордове листе на крају године, укључујући седам 1998. године, 17 2004. године, и један 2010. године. Прво мјесто на крају 2004. године на Билборд хот 100 листи по укупном збиру заузео је сингл "Yeah!" док је "Burn" заузео друго мјесто, по чему је постао први извођач након Битлса 1964. године, чија су два сингла заузимала прва два мјеста на листи. На Билбордовој листи топ пјесама деценије 2000-их, пјесма "Yeah!" завршила је на другом мјесту, иза пјесме Мараје Кери "We Belong Together". Пјесме "Love in This Club" и "OMG" се такође налазе на листи најпродаванијих дигиталних пјесама широм свијета.

## Бизнис и подухвати

### Музика
Ашер је покренуо своју издавачку кућу, Ју Ес рекордс, 2002. године. Она је помоћна кућа издавачкој кући Клива Дејвиса J Records, коју дистрибуира Sony BMG. Први албум који је издат преко Ју Ес рекордса је био саундтрак албум In the Mix крајем 2005. године, који је служио да представи његову кућу извођачима као што су репер Рико Лов, канадски тинејџер Џастин Бибер и R&B вокални квартет One Chance, који су чинили Џон Гордон, Мајкл Гордон, Кортни Вантрес и Роберт Брент и пјевач Рајан. Ашер је на пројекту био текстописац и продуцент. Raymond Braun Media Group, за коју је потписао Џастин Бибер је заједнички подухват Ашера и Џастиновог менаџера Скотија Брауна. Ашер је био ментор такмичара за девету сезону талент шоуа Амерички идол. Појавио се и у такмичењу "Британија има таленат" 2010. године, док је такође био тренер у четвртој сезони такмичења "The Voice", заједно са Адамом Левином, Блејком Шелтоном и Шакиром. Ашер је стигао до финала са такмичарем Микелеом Шамуелом, 13. јуна 2013. године. Заједно са Шакиром, вратио се у шестој сезони, која је премијерно приказана 24. фебруара 2014. године. Поново је стигао до финала, али је овога пута побиједио, са такмичарем Џошом Кауфманом, 20. маја 2014.

### Глума
Као глумац, дебитовао је 1997. године, у серији Moesha, гдје је играо улогу Џеремија Дејвиса, у кога је Моеша заљубљена и са ким иде у исти разред. На филму, дебитовао је 1998. године, када је глумио у филму Факултет страха. Глумио је у студентској романтичној комедији Она је та, гдје је глумио школског ди џеја на матурском; исте године је имао по први пут главну улогу, у филму Light It Up, заједно са Росарио Досон, Ванесом Вилијамс и Форестом Витакером. Следеће године глумио је у "Ђепету", гдје је играо улогу кочијаша који их води на острво задовољства, и Тексашким ренџерима. Појавио се и у поновном извођењу Зоне сумрака из 2002, у сезони To Protect and Serve, као полицијски службеник Ерик Богс. Наставио је да се појављује у више телевизијских шоуова, као што је драма American Dreams (2002) у улози Марвина Гајеа. Учествовао је и у тинејџ серији Сабрина тинејџ вјештица, снимљене 1996. године; појавио се у шестој епизоди, друге сезоне, у улози љубавног доктора. Године 2005, играо у криминалистичко комичном филму In The Mix, са Чезом Палминтеријем и Кевином Хартом. Учествовао је у театру на Бродвеју, гдје је дебитовао 2006. године у мјузиклу Чикаго, гдје је глумио адвоката Билија Флајна; на Бродвеј се вратио 2012. године, у комаду Fuerzabruta. Његово извођење у том комаду критиковао је позоришни критичар Бен Брантли, који је написао: "Ашер је глумио толико јако против типа, помислићете да ћете га чути како пада због колизије, упркос томе похвале за његов вокал и кореографију у шоуу". Године 2013. почео је своју улогу боксера Сугар Реј Леонарда у америчко-панамском биографско спортском филму Hands of Stone, који прати филм Панамског боксера Роберта Дурана, кога глуми Едгар Рамирез, а у њему су глумили још Роберт де Ниро, Рубен Бладес, Ана де Армас, Џон Туртуро, Елен Баркин и други. Филм је дебитовао на Канском филмском фестивалу у Кану 16. маја 2016. док је у Сједињеним Државама пуштен 26. августа 2016. године.
Глумачку каријеру је наставио 2017. године, глумећи у филмовима People You May Know, Chris Brown: Welcome to My Life и Burden; док је 2018. године учествовао у компјутерско анимираном филму Невиђени 2.

### Производи и услуге
Поред музике, Ашер је укључен у друге бизнисе, укључујући неколико ресторана. Године 2007. радио је са Ричардом Херпином и Онорингом Бланком на креацији парфема Usher He и Usher She. На промоцији парфема у компанији Macy's, били су Ашер и Марта Стјуарт. У септембру 2008. године, објавио је парфеме UR for Men и UR for Women, док је пети бренд парфема, Usher VIP покренуо 2009. године.
Дана 30. марта 2015. године, објављено је да је Ашер сувласник музичке стриминг платформе Тидал, са разним другим музичарима. Тидал сервис је специјализован за аудио без губитка и музички видео високе дефиниције. Џеј-Зи је у првој половини 2015. године, покренуо сродну компанију, Аспиро. Слоган "покрени се" и хештег "#TIDALforAll" користили су разни извођачи на друштвеним мрежама, током припрема за прес конференцију о поновном покретању сервиса. На прес конференцију као сувласници изашли су: Џеј-Зи, Ашер, Алиша Киз, Канје Вест, Бијонсе, Ријана, Мадона, Џ. Кол, Ники Минаж, Дафт Пунк, Џек Вајт, Arcade Fire, Крис Мартин, Калвин Харис, Дедмаус и Џејсон Алдрин; већина са 3% удјела у капиталу. Идеја о стриминг сервису који ће у потпуности посједовати извођачи, дошла је од оних који су укључени у растуће захтјеве за стриминг унутар тренутне музичке индустрије, али и као ривал постојећим стриминг сервисима, као што је Спотифај, који је критикован због ниског плаћања. Џеј-Зи је поводом покретања Тидала изјавио: "Изазов је учинити да сви поштују музику опет, да препознају њену вриједност".
На дан 28. јуна 2015. године, Ашер је постао партнер са Јобијем, брзорастућом компанијом за школски прибор, базираном у Лос Анђелесу. Компанија је донирала дио својих производа школама; извршни директор компаније, Идо Лефлер, изјавио је за часопис Inc. да је компанија зарадила 20 милиона у периоду од јуна 2014. до јуна 2015. године. Ашерова линија производа са Јобијем, представља сарадњу са Џонијем Читвудом, дизајнером. Слоган је "мијешање уличне памети са школском". Колекција је доступна онлајн и у Таргет радњама у Сједињеним Државама; за сваку куповину, школски прибор се донира дјеци у Сједињеним Државама којима је потребно. На питање због чега је ушао у партнерство са Јобијем, Ашер је рекао: "припремање будућих лидера кроз моју Њу лук фондацију је увијек било о томе да имаш одговарајућа средства да успијеш у животу. Ако они немају алат, млади мушкарци и жене из недовољне развијене заједнице не могу чак ни да почну да разумију идеју да имају нову или другачију перспективу. Дакле, ту је дошло до сарадње, заједно давати младим људима алат и снабдијевати их са надом."

### Инвестиције
Ашер је дио групе која је 2005. године, купила кошаркашки клуб Кливленд кавалирсе за 375 милиона долара, поставши тако трећи поп извођач који посједује удио у неком НБА тиму. Током његовог власништва,. Кливленд кавалирси су освојили пет првенстава Централне дивизије, три првенства Источне конференције и НБА лигу у сезони 2015/16.
На дан 6. марта 2017. године, објављено је да су Ашер, Стив Стот из Универзал мјузик групе, Џон Џашни, Шарл Кинг из Еволушен медија и други уложили шест милиона долара у часопис Mass Appeal. Mass Appeal је медијска група базирана у Њујорку. Године 1996, Mass Appeal је покренут као графичка штампарија, након чега је постала укључена и у веб, видео и серије. Године 2014, објавили су своје партнерство са репером Нас-ом, који је постао један од власника.

### Маркетинг
Ашер је радио са Мастеркард од 2004. године. Заједно су објавили Ашерову дебитну мастеркард, елегантну црну картицу са Ашеровим лицем на њој; картица је представљена публици на његовој концертној турнеји "The Truth tour" поводом промоције албума Confessions. Године 2009, био је партнер са пољским брендом вотке Белведере, гдје је покренуо кампању "Product Red", у којој је пола профита од нове специјалне едиције донирано у борби против ХИВ-а и сиде у Африци. Мастеркард је поново сарађивао са Ашером 2015. године, да изненаде једног власника картице. Ашер је био прерушен у уличног забављача, да би изненадио једног од његових највећих британских фанова, који је стизао авионом у Лос Анђелес, као дио Мастеркардове кампање изненађења у знак подршке BRIT наградама 2015.
Године 2012, ушао је у партнерство са Мајкрософтовом најпродаванијом игрицом Dance Central 3. Његова улога у игрици била је да донесе свој таленат и позајми своју аутентичну плесну кореографију са својих пјесама Scream" и "OMG". Ашер је самом себи обезбиједио гласовне инструкције учесницима у Dance Central 3 игри.
Године 2013, у партнерству са самсунгом, објавио је кратки филм, дуг 2:28 минута, који је режирао Рич Ли, а у који је укључен и његов сингл "Looking 4 Myself", са тада новог албума. На видеу су два Ашера, која се суочавају, као "назад на земљу"; Ашер тражи освету против свог "славног" алтер ега након што је слава уништила његову везу. Хонок и Матрикс су инспирисали кореографију сцена борбе против самога себе. На кратком филму он користи самсунг смарт тв, користећи нову контролу емоцијама да би промијенио канал. Видео је скупио 22 милиона прегледа, поставши други самсунгов видео са највише прегледа, након видеа Леброна Џејмса, "Лебронов дан са самсунг галакси ноут II".
Године 2015, удружио се са пепсијем, за њихов New Pepsi Challenge, заједно са другим познатим личностима, међу којима су између осталих били Серена Вилијамс, Хамес Родригез и Јусејн Болт. Сваког мјесеца, "амбасадори" пепсија преко друштвених мрежа задавали су нови изазов, од којих је већина мјешавина друштвене одговорности са популарном културом, која охрабрује потрошаче да "ураде нешто другачије". Ашер је поставио изазов којим је позвао фанове да направе једну фотографију онога чиме су инспирисани и да задиве друге да гледају свијет на нови начин.

### Филантропија
Ашер је основао непрофитну хуманитарну организацију "New Look", чији је циљ да обезбиједи младим људима нови поглед на свијет кроз образовање и искуства у стварном свијету. У периоду од 11 до 23. јула 2005. године, одржао је водећи пројекат организације, камп New Look, на универзитету у Атланти. Године 2006, хуманитарна организација покренула је иницијативу под називом Our Block, у којој је помагала у реновирању градских четврти у Њу Орлеансу. Пројекат је обухватао по једну улицу, а помогнут је кроз Ашерову сарадњу са Арманијем у њиховом бренду Армани ексчејнџ за креирање "Love 4 Life" привезака за псе, који су постали доступни у радњама компаније и на веб сајту. Од тада, Ашер је поглавља New Look-а покренуо у Балтимору, Детроиту, Њујорку, Лос Анђелесу, Вашингтону и Милвокију. New Look има четири основна стуба: Таленат, Едукација, Услуге и Каријера. New Look програм студента почиње у осмом разреду и напредује кроз средњу школу и наредну едукацију. Едукација је централни фокус програма. Студенти који учествују у Ашеровом програму остварују 100% стопу дипломирања и сви учесници настављају на вишу едукацију или запослење.
Године 1999, учествовао је у "Изазову за дјецу", хуманитарној кошаркашкој утакмици, коју је организовао бој бенд NSYNC. Утакмица је одржана на универзитету у Џорџији, приликом чега је прикупљено око 50 хиљада долара, за неколико локалних хуманитарних организација. Године 2005, Ашер је био један од извођача који су се пријавили за хуманитарни концерт за прикупљање новца након урагана Катрина. Такође је промовисао кампању Do Something за грађанско ангажовање.
Након разарајућег урагана Катрина, Ашер је покренуо пројекат под називом Рестарт, у коме је помогао око 700 породица, обезбиједивши им стан и држећи им "свијетла упаљеним". Док је био у Њу Орлеансу, срео се са студентима, којима је помагао да очисте град: "Ја сам овдје да физички урадим нешто и надам се да мотивишем друге људе да ураде исто", рекао је у интервјуу. Због својих напора и посвећености да помогне граду Њу Орлеансу, бивши градоначелник Реј Нагин уручио му је кључеве града 2008. године. Такође, на церемонији Ашер је у своју част прогласио свој дан — Ашеров дан.
Године 2011. почаствован је наградом Слобода од стране Музеја за национална грађанска права, у Мемфису. Награда се додјељује у част индивидуалцима који раде за правду, равноправност, филантропију, грађанска и људска права. Ашер је награђен за свој филантропски рад који је урадио преко своје New Look фондације. Други награђени прије Ашера били су Опра, Руби Ди, Хари Белафонте, Сисели Тајсон, Корета Скот Кинг и други.
На дан 12. фебруара 2015. године, посјетио је родни град Чатанугу, гдје је посјетио средњу школу Далевуд, Оранж центар и Центар за креативну умјетност. Далевуд је средња школа коју је похађао прије селидбе у Атланту, а школа није далеко од улице "Ашер Рејмонд", која је добила име у његову част 2001. године. У Центру за креативну умјетност обратио се студентима, објашњавајући им важност образовања. Његово залагање било је у част његове баке, која је преминула раније те године и коју је звао Нана. У свом обраћању студентима рекао је: "шта год желите да урадите, обећавам вам да можете да урадите. Осврнућемо се назад једног дана и ваши учитељи и ја бићемо веома поносни на вас". На CCC, донацију неоткривене количине направио је пјевач који је платио нове подне површине за два плесна студија, ново дигитално освјетљење и лед свијетла за наступања пред школским аудиторијумом. Следећа станица био му је Оранж гроув центар, непрофитна организација за дјецу и одрасле са интелектуалним инвалидитетом. Тамо је учествовао у планирању побољшања за стазе објекта, рекла је Хејди Хофекер, развојни директор. Стаза је именована Ненси Лејк меморијална стаза, у част његове баке.
Године 2015, Ашер, Ентони Андерсон, Кевин Харт, Биг Шен, Крис Пол и други, заједно су донирали преко 500 хиљада за стипендије, које је добило 20 студената који похађају историјски црне колеџе и универзитете. Донација је настала након партнерства са UNCF (енгл. United Negro College Fund) 2014. године, са којим је креирао студентски програм Ашер Рејмонд и 2015. године подијелио је 100.000 стипендије студентима на универзитету Тускеги.
Године 2016. Ашер, Тајрис Гибсон, Future, Лудакрис и Young Jeezy донирали су сваки по 25.000 долара за UNCF током 33 годишње награде Atlanta's Mayors Ball.
На дан 18. фебруара 2017. године, колеџ Мореуз, током своје 29 годишње гала церемоније "Свијећа у мраку (A Candle in the Dark Gala)" почаствовао је Ашера са престижном наградом Свијећа за филантропију и допринос музици. Признање се додјељује за доприносе атлетици, бизнису, образовању, забави и другим областима. Претходни добитници признања били су Стиви Вондер, Реј Чарлс, Квинси Џонс, Бери Горди и Смоки Робинсон.

### Политика и активизам
Ашер је 2007. године покренуо своју кампању "Промјене на југу", у Атланти, у кампусу Џорџија тех, у знак подршке њиховом предсједничком кандидату Бараку Обами. Обама је питао Ашера да буде копредсједавајући за регистрацију гласача у његовој кампањи "Гласај за промјену." Током још рада у Обаминој кампањи, наредне године је са Кери Вашингтон предводио митинг у кампусу на универзитету Јужна Каролина, у Орангебург центру. Године 2008. подржао је кампању Service Nation. Ашер је изјавио: "Као један умјетник, углавном сам препознат по музици коју стварам и по перформансама које пружам. Благословен сам што сам имао прилику да будем дио многих невјероватних тренутака. Али ово је рад који ме инспирише, доказујући младим људима да буду активнији у својим заједницама". Објавио је ексклузивну пјесму под називом "Hush", која је инспирисана друштвеним неправдама и гласањем. У видеу се налази мотивациони говор Барака Обаме. Ашер је изводио пјесму "Higher Ground", са Стивијем Вондером и Шакиром на инаугурацији Барака Обаме за предсједника Сједињених Држава 2009. године. у Вашингтону. Наставио је да подржава Обаму и у кампањи за реизбор за предсједника 2012. године.
На дан 13. септембра 2014. године, Ашер и Бил Клинтон имали су специјалну кампању за кандидата за сенатора из Џорџије, Мишел Наум. Дан је награђен за свој рад са фондацијом Points of Light на хуманитарном догађају 2010. године, и био је повремени учесник догађаја Клинтонове фондације од 2009. године. Ашерова хуманитарна фондација New Look такође је награђена за своје заслуге 2010. године.
У октобру 2015. године, Ашер је био партнер организацији Sankofa, чији су фокус питања друштвене неправде, која несразмјерно утичу на обесправљене и потлачене. На дан 23. октобра 2015. године, Ашер и оснивач организације Sankofa, бивши активиста за грађанска права Хари Белафонте одржали су дијалог под називом Ломећи ланце социјалне неправде, гдје су говорили о култури и активизму. На том панелу он је представио свој музички видео за пјесму "Chains" са Нас-ом и Биби Бурелијем. Музички видео говори о суочавању са социјалном неправдом и садржи слике Трајвона Мартина, Рекје Бојда, Шона Белија, Марлона Брауна, Рамарлеја Грахама, Амаду Диалоа, Сезара Круза и других жртава полицијског насиља.
У августу 2015. године, учествовао је на добротворном сакупљању новца познатих, у кући Скотија Брауна у Брентвуду, која је одржана за предсједничког кандидата Хилари Клинтон. Канје Вест, Ким Кардашијан и Том Хенкс су били међу 250 учесника, гдје је карта била 2.700 долара по особи.
Ашер је био изабран међу 33 члана делегације за Предсједнички комитет умјетности и хуманости Сједињених Држава за Кубу, у намјери да учврсти културне односе између двије државе. Мање од мјесец након историјске посјете предсједника Барака Обаме, културна мисија владе Сједињених Држава на Кубу одржана је у периоду од 18 до 21. априла 2016. године. Обама је своје путовање описао као пружање руке помирења кубанском народу и његова делегација, укључујући неке од америчких писаца, умјетника, музичара, као и лидера из области умјетности и културе, наставиће ову сарадњу са кубанским народом.

## Приватни живот
Године 2001, почео је да излази са чланом групе TLC, Розандом Томас, познатом под умјетничким именом Чили Томас; њихов однос трајао је двије године. Године 2003. Ашер је почео да ради на албуму који је постао Confessions, који је садржао пјесме инспирисане његовим приватним животом и животом његових сарадника. Пјесме о невјерству и трудној љубавници нису инспирисане Ашеровим приватним животом, већ приватним животом Џермејна Дуприја у то вријеме. Дупри је намјерно хтио да створи мистерију око Ашера и да пробуди знатижељу фанова око тога колико је прича о невјерству Ашерово сопствено признање. Ненамјерни резултат овога био је да пробуди сумње Розанде Томас око Ашера; раскинули су у децембру 2003. године.
Ово је пропраћено великом медијском пажњом, која је окруживала природу Confessions-а. Многи фанови су вјеровали да је приказано невјерство у албуму стварно и прави разлог раскида. У фебруару 2004. године, у интервјуу за Берт шоу у Атланти, на радио станици Q100, изгледало је да Томас тврди да је Ашер варао: "Ашер је урадио ултимативно не-не мени.... Никада више нећу бити са њим опет и то је то". Ашер је у своју одбрану рекао: "...једноставно није ишло. Али варање није оно што је узроковало да се веза судари и разбије. То није оно што је прекинуло". Томасова је његову изјаву подржала неколико година касније изјавивши: "људи су закључили да је албум био о нама, али није. И Ашер и ја нисмо уље и вода. Раскинули смо због тога што је претпостављам било то вријеме или шта год. Он је био та права љубав за мене".
Године 2004. објављено је да је Ашер излазио са британским супермоделом Наоми Кембел неколико мјесеци; заједно су се појавили на додјели МТВ Европа музичких награда. Објављено је да је Наоми искочила из торте као изненађење за његов рођендан. Затим је следеће године повезиван са моделом Ејшом Бритвел, виђени су заједно на неколико догађаја, укључујући и Гремијеву журку за NAACP награде.
У новембру 2005. године, почео је да излази са стилисткињом Тамеком Фостер, која је неколико година радила као његов лични стилиста. Њихова вјеридба објављена је у фебруару 2007. Након изненадног отказивања планираног вјенчања у јулу у Хампстону, вјенчали су се 3. августа 2007. године, на грађанском вјенчању у Атланти. Ово је праћено већом церемонијом вјенчања 1. септембра 2007. године, одржаном у винарији Шато Елан, у Браселтону.
Ашеров отац, Ашер Рејмонд III, умро је од срчаног удара 21. јануара 2008. Убрзо након смрти оца, Ашер је краћи период успоставио веганску дијету. Након неколико година, избацио је из исхране јаја и све млијечне производе, прихвативши у потпуности веганску дијету из здравствених разлога. Неколико година касније, рекао је новинарима да је прекинуо са веганском дијетом, истичући да је одржавање животног стила скупо: "То је било скупо као пакао. Једноставно је тешко наћи људе који могу да направе да веганска храна има одличан укус".
Након брака са Фостереовом, постао је очух тројици њених синова из претходних веза; једног је родила као тинејџерка, а двојицу из првог брака са Рајаном Гловером. Ашер и Фостер имају два сина заједно: Ашер Рејмонд V, рођен у новембру 2007, и Навијд Ели Рејмонд, рођен у децембру 2008. године.
У фебруару 2009. године, два мјесеца након рођендана њиховог другог сина, Фостерова је доживјела срчани застој у Сао Паолу, када јој је дата општа анестезија прије заказане козметичке операције, која на крају није извршена. Стављена је у индуковану кому, како би се опоравила и премјештена је у већу установу, у болницу Сирио Либањес. Ашер је отказао свој наступ на гала свјечаности прије Греми награде, како би одлетио за Бразил, да би био са женом. Након недеље опоравка, хирург је издао саопштење у коме је навео да се Фостерова осјећа веома добро.
Ашер је поднио захтјев за развод од Фостерове у јуну 2009. у Атланти. Развод је правно завршен на суду Фултон 4. новембра 2009. године. Након развода услиједио је високо публицирано суђење за старатељство, које је трајало три године и завршено је 24. августа 2012. године; суд је додијелио Ашеру примарно старатељство над своја два сина.
Часопис Форбс ставио је Ашера на 32 мјесто на њиховој листи "Славних 100", и извијестили су да је његова зарада од "OMG турнеје" 46 милиона долара, сврставши га на 12 мјесто на листи "25 највише плаћених музичара на свијету" 2011 године.
Фостерином једанаестогодишњем сину Кајлу Гловеру, бившем Ашеровом посинку, проглашена је мождана смрт 8. јула 2012, након што је ударен пловилом на језеру Ланир претходног дана. Гловер је умро 21. јула 2012. године, након што је скинут са апарата за одржавање живота. Само годину касније, 5. агуста 2013. године, Ашеров старији син, Ашер V, је хоспитализован на интензивну његу након што се заглавио у одводној цијеви док је пливао у базену у Ашеровом дому. Наредног дана, Фостерова је поднијела захтјев за хитно старатељство, тражећи примарно трајно старатељство, наводећи "умало смртни случај" као доказ мањка надзора дјеце. На саслушању, одржаном 9. августа 2013. године, случај је одбачен и Ашер је задржао примарно старатељство над синовима.
У септембру 2015. Ашер се оженио са дугогодишњом дјевојком и менаџером Грејс Мигел, док су били на одмору на Куби. Спекулације да су вјенчани почеле су када је Мигел објавила слику на инстаграму, на којој се види златна бурма на Ашеровом прсту. Вјенчање је потврдио у интервјуу на Елен Деџенерис шоуу.
На дан 19. јула 2017. године, документи који су пропуштени онлајн наводе да је Ашер имао херпес од 2009. или 2010. године и да је заразио партнера 2012. године. Наведено је да је платио женском доктору рачуне и суочио се са цивилном тужбом у износу 1.1 милион долара. Усред оптужби, TMZ је објавио да је још једна женска особа покренула тужбу против Ашера, у износу од 10 милиона долара, тврдећи да је изложио вирусу херпеса без њеног знања или сагласности, што је злочин у одређеним државама. TMZ је касније објавио да је женска особа тестирана позитивно на херпес и да је повећала тужбу на 20 милиона долара. Она је јавности открила име и презиме, Лаура Хелм, тврдила је да је два пута спавала са Ашером. У новембру 2017. тужба је одбачена, јер је Хелмова два дана прије тужбе у телефонском разговору открила да је са Ашером имала само односе са заштитом.
Још три особе тужиле су га за превару, сексуалне бактерије, наношење емотивног стреса и друго, оптужујући га да је био позитиван на херпес, а није им рекао. Све три особе представљао је адвокат Лиса Блум, која је рекла 8. августа 2017. да је једно од њих троје заражено гениталним херпесом од њега. Једна од тужитељки, Квантасија Шарптон, рекла је да је имала секс без заштите са њим, на концерту коме је присуствовала. Друго двоје тужилаца, један мушкарац и једна жена, одлучили су да остану анонимни. Шарптон је признала да је била негативна на тесту на херпес, док је Блум изјавила да она није знала да пјевач има болест. Ашер је тврдио да нема херпес, нити да га је икада имао.
На дан 16. јануара 2018. године, продуцент Џермејн Дупри, потврдио је на радио шоуу The Breakfast Club, да Ашер није имао херпес, у одговору водитељу Charlamagne tha God.
На дан 6. марта 2018. године, Ашер и његова жена Грејс Мигел су се разишли, о чему су обавијестили часопис Us Weekly, у саопштењу у којем се наводи: "Након много размишљања и размишљања, међусобно смо одлучили да се раздвојимо као пар. Остајемо дубоко повезани, пријатељи који се воле и који ће наставити да подржавају једно друго током наредних фаза у нашим животима".

## Дискографија
Студијски албуми
- Usher (1994)
- My Way (1997)
- 8701 (2001)
- Confessions (2004)
- Here I Stand (2008)
- Raymond v. Raymond (2010)
- Looking 4 Myself (2012)
- Hard II Love (2016)

Заједнички албуми
- A (са Зајтовеном) (2018)

## Турнеје и концерти
Свјетске турнеје
- Evolution 8701 Tour (2001–2002)
- Truth Tour (2004—2005)
- OMG Tour (2010–2011)
- Euphoria Tour (отказан)
- UR Experience Tour (2014–2015)

Регионалне турнеје
- Share My World Tour (1997)
- The Velvet Rope Tour (1998)
- No Way Out Tour (са Паф Дидијем и The Family) (1998)
- One Night Stand Tour (2008)
- RNB Fridays Live (2018)

Телевизијски концерти
- Мајкл Џексон: Специјал поводом 30 годишњице (2001)
- United We Stand: What More Can I Give (2001)
- One Night, One Star: Usher Live (2005)
- We Are One: Прослава инаугурације Барака Обаме (2009)
- BET Presents: Love And Happiness: An Obama Celebration (2016)
- Neighborhood Sessions (2016)

## Филмографија
- Факултет страха (1998)
- Она је та (1999)
- Light It Up (1999)
- Ђепето (2000)
- Тексашки ренџери (2001)
- In the Mix (2005)
- Слаткиш и убица (2010)
- Џастин Бибер: Никад не реци никад (2011)
- Мрак филм 5 (2013)
- Justin Bieber's Believe (2013)
- Muppets Most Wanted (2014)
- Руке од камена (2016)
- Popstar: Never Stop Never Stopping (2016)
- People You May Know (2017)
- Chris Brown: Welcome to My Life (2017)
- Burden (2017)
- Last of the Showmen (2018)
- Невиђени 2 (2018)[457]

### Видеографија
| Спот                       | Година | Режисер                                 |
| -------------------------- | ------ | --------------------------------------- |
| Call Me a Mack             | 1993   | -                                       |
| Can U Get wit It           | 1994   | Лајонел К. Мартин                       |
| Think of You               | 1994   | Хјуп Вилијамс                           |
| You Make Me Wanna...       | 1997   | Били Вудруф                             |
| Nice & Slow                | 1998   | Хјуп Вилијамс                           |
| My Way                     | 1998   | Хјуп Вилијамс                           |
| Pop Ya Collar              | 1999   | Монти, Вајтблум, Енди, Деланеј          |
| U Remind Me                | 2001   | Дејв Мејерс                             |
| U Got It Bad               | 2002   | Little X                                |
| I Need a Girl (Part One)   | 2002   | Бени Бум                                |
| U Don't Have to Call       | 2002   | Little X                                |
| U-Turn                     | 2002   | Little X                                |
| Yeah!                      | 2004   | Little X, Ашер                          |
| Burn                       | 2004   | Џејк Нава                               |
| Confessions Part II        | 2004   | Крис Робинсон, Ашер                     |
| My Boo                     | 2004   | Крис Робинсон                           |
| Caught Up                  | 2004   | Little X                                |
| Same Girl                  | 2007   | Little X                                |
| Love in This Club          | 2008   | Brothers Strause                        |
| Moving Moutanins           | 2008   | Brothers Strause                        |
| Trading Places             | 2008   | Крис Робинсон                           |
| Spotlight                  | 2009   | Бени Бум                                |
| Hey Daddy (Daddy's Home)   | 2010   | Крис Робинсон                           |
| Lil Freak                  | 2010   | Taj Stansberry                          |
| Somebody to Love (Remix)   | 2010   | Дејв Мејерс                             |
| OMG                        | 2010   | Антони Мандлер                          |
| There Goes My Baby         | 2010   | Антони Мандлер                          |
| DJ Got Us Fallin' in Love  | 2010   | Хиро Муреј                              |
| More                       | 2011   | -                                       |
| Looking for Love           | 2011   | Колин Тили                              |
| Dirty Dancer               | 2011   | Јаша, Малекзад, Џеф Дотсон, Етан Лејдер |
| Promise                    | 2011   | Антони Мандлер                          |
| Without You                | 2011   | Кристофер Хјуит                         |
| Climax                     | 2012   | Сем Пилинг                              |
| Scream                     | 2012   | BB Gun                                  |
| Lemme See                  | 2012   | Филип Анделман                          |
| Touch'N You                | 2012   | Крис Робинсон                           |
| Dive                       | 2012   | Крис Ејплбаум                           |
| Numb                       | 2012   | Крис Ејплбаум, Грејс Хари               |
| Rest of My Life            | 2012   | Кристофер Симс                          |
| Good Kisser                | 2013   | Кристофер Симс                          |
| New Flame                  | 2014   | Крис Браун                              |
| She Came to Give It to You | 2014   | Филип Анделман                          |
| Body Language              | 2014   | Дарен Крејг                             |
| The Matrimony              | 2015   | Сара МекКолган                          |
| Chains                     | 2015   | Бен Луис Николас                        |
| No Limit                   | 2016   | Џои Томан                               |
| Crash                      | 2016   | Кристофер Симс                          |
| Rivals                     | 2016   | -                                       |
| Peace Sign                 | 2018   | Џони Лапин                              |

## Сценски наступи
- Чикаго (2006) (Бродвеј)
- Fuerza Bruta (2012)